# Seznam rimskokatoliških škofov Novega mesta
Seznam novomeških rimskokatoliških škofov.

## Seznam
| #  | Slika                     | Ime           | Rojen                      | Škof                           | Opombe                                                                                        |
| -- | ------------------------- | ------------- | -------------------------- | ------------------------------ | --------------------------------------------------------------------------------------------- |
| 1. | Klikni za spremembo slike | Andrej Glavan | 16. oktober 1943, Soteska  | 7. april 2006 – 30. junij 2021 | prej pomožni škof Nadškofije Ljubljana, predsednik Slovenske škofovske konference (2013–2017) |
| 2. | Klikni za spremembo slike | Andrej Saje   | 22. april 1966, Novo mesto | 26. september 2021 – danes     | prej generalni tajnik Slovenske škofovske konference (2003–2013)                              |